# 一峰大二
一峰 大二（かずみね だいじ、1935年12月19日 - 2020年11月27日）は、日本の漫画家。本名：寺田 国治（てらだ くにはる）。

## 略歴
東京都荒川区出身。敗戦を疎開先の福島県石川町で迎える。絵物語作家、岡友彦（歌川大雅）の弟子を経て、1956年に『なぞのからくり屋敷』（「てらだくにじ」名義）でデビュー。
1960年代から1970年代にかけて、多くの特撮ヒーロー作品のコミカライズを手がけており、特にピー・プロダクションの作品の大半を漫画化している。中でも『スペクトルマン』への思い入れは強く、1999年に角川書店から復刻された単行本に加筆を施したり、2006年には後日談を発表したりしている。
2005年、『画業半世紀一峰大二大全集』で第34回日本漫画家協会賞特別賞を受賞。
2008年制作の『ギララの逆襲/洞爺湖サミット危機一発』の陣中見舞いに訪れ、スタッフに感激されている。
2017年、コミックマーケット93にて『電人アロー』の新作120ページを発刊する。
2020年11月27日午後8時4分、脳出血及び大葉性肺炎のため死去。84歳没。

## 人物
- 桑田二郎は兄弟子にあたる[4]。
- ウルトラシリーズの漫画化の際には、テレビでは描かれない怪獣が多数登場することが多かった[8]。
- 『電エース ザ・ファイナル〜気楽に生きよう〜』に本人役で出演している[9]。

## 主な作品
#外部リンクの「一峰大二 Daiji KAZUMINE」にも「一峰大二作品年表」あり。
- なぞのからくり屋敷（『少年』付録、1956年） - デビュー作。「てらだくにじ」名義）[3][10][11]
- 名探偵　ちょん太（『少年』、1956年）[12]
- 大菩薩峠（原作：中里介山、金園社、1958年頃）[13][14]
- 天竜虹太郎（『野球少年』3月号付録、1958年）[15]
- 野球横丁（『野球少年』、1958年）[12]
- 野球少年（『野球少年』、1958年-1959年）[16][17]
- 事件カメラマン（『痛快ブック』、1959年-未詳）[12]
- スーパージャイアンツ（原作：宮川一郎原作、『ぼくら』別冊付録、1959年）[12]
- 卜伝くん（『冒険王』、1959年-1962年）[18][19][20][21] - テレビドラマ化された[22]。
- 七色仮面（原作：川内康範、『ぼくら』、1959年7月号-1960年9月号）[23][24][25]
- 走れ!ドルフィン（『中学生の友 1年』、1960年頃）[26]
- 謎の潜水艦（きんらん社、1960年）[27]
- ガンボーイ（『冒険王』、1960年-未詳）[12]
- 白馬童子 （原作：巌竜司、『冒険王』、1960年2月号-10月号）[28]
- どんがら がん坊（『ぼくら』1960年10月号-1961年5月号）[29]
- ナショナルキッド（原作：貴瀬川実、『ぼくら』1960年7月号-1961年12月号）[30][31][32]
- 宇宙人マッハ（原作：棟明郎、『少年』、1960年-1962年）[33][34][12]
- シルバー・ホーク（『まんが王』、1961年頃）[35][15]
- 鉄腕マキ : 少年プロレス王（『まんが王』、1961年-未詳）[36][12]
- ゴロッペ名探偵（『別冊少年サンデー』1961年夏休み号）[28]
- きえる宇宙島（『ぼくら』、1962年）[37]
- 黒い秘密兵器（原作：福本和也、『週刊少年マガジン』、1963年-1965年）
- パトロールX（『少年キング』、1964年）[38][12]
- 忍法十番勝負（『冒険王』、1964年） - 横山光輝、白土三平ら10人による連作[39]
- 電人アロー（『少年』、1964年-未詳）[40][12] - 1965年頃に東京ムービーによってテレビアニメのパイロットフィルムが制作されたが、放送には至らなかった。フィルムは現存し、2014年8月3日のアニマックスの特番「TMSアニメ50年のDNA」内で放映された。
- ミサイルマン マミー（原作：久米みのる、『週刊少年マガジン』、1966年）[41][42][43]
- 閃光マック（『少年』、1966年-未詳）[44][45]
- どろんこエース（『少年画報』、1966年1月号-1967年12月号）[46][47][48]
- ウルトラシリーズ
  - ウルトラマン（『ぼくら』、1966年-1967年）[49][50]
  - ウルトラセブン（『ぼくら』、1967年頃）[51]
  - ウルトラマンレオ（『小学一年生』、1974年-1975年）[52]
  - ウルトラマン80（『小学五年生』6月号付録、1980年）
- キングコング（原作：高森朝雄、『週刊少年マガジン』、1967年頃）[53][12]
- 甲子園の土（原作：梶原一騎、『少年画報』1968年-未詳）[54][55][56]
- ヒョウと兵隊（原作：成岡正久、『小学四年生』1月号、1968年）[57]
- 血ぞめの少年医師――オーストラリアでほんとうにあった勇気の物語（『小学四年生』3月号、1968年）[58]
- 歴史まんが 竜よ､あしたは（原作：相良俊輔、『小学五年生』4月号-7月号、1968年）[59][60][61][62]
- 一発カン太（『小学四年生』、1968年-1969年）[63]
- ジョー90（『ぼくら』、1969年頃）[64] - 英国の特撮人形劇のコミカライズ
- ケニアの魔王（『小学四年生』5月号、1969年）[65]
- プロレス悪役シリーズ（原作：真樹日佐夫、『冒険王』1969年1月号-1970年12月号）[66][67][68][69]
- 悲しみの島（『小学五年生』9月号付録、1969年）[15]
- クオレ物語（講談社、1970年）[70]
- キングZ（『小学四年生』『小学五年生』、1970年-1972年）[71][72][73]
- 宇宙猿人ゴリ → スペクトルマン（原作：うしおそうじ、『たのしい幼稚園』、1971年頃[74][75]）
- 直球野郎（ストレートやろう）（『小学四年生』1971年）[76]
- 快傑ライオン丸（原作：うしおそうじ、『冒険王』、1972年頃）[77]
- ミラーマン（『小学四年生』、1972年-1973年）[78]
- ファイヤーマン（『小学四年生』1月号-3月号、1973年）[79]
- チビのばかやろう!!（『小学三年生』3月号『小学四年生』4月号、1973年）[80]
- 牛っ子ケン（『小学四年生』5月号、1973年）[81]
- 飛べ!モンジロウ（『小学四年生』6月号、1973年）[82]
- かけろ!いつまでも（『小学四年生』7月号、1973年）[83]
- ぼくのクマゴロウ（『小学四年生』8月号、1973年）[84]
- 風雲ライオン丸（原作：うしおそうじ、『冒険王』、1973年頃）[85]
- イナズマン（原作：石森章太郎、『小学四年生』1973年-1974年）[86]
- 鉄人タイガーセブン（原作：うしおそうじ、『冒険王』、1974年頃）[87]
- 電人ザボーガー（原作：うしおそうじ、『冒険王』、1974年-未詳）[45]
- 巨人軍101のひみつ : まんがでわかる巨人軍（小学館、1976年）[88]
- ブロッカー軍団IVマシーンブラスター（『冒険王』、1976年8月号-1977年2月号）[89]
- 動物天使（『少年チャレンジ』、1979年）[90]
- 坊っちゃん（原作：夏目漱石、構成：辻真先、暁教育図書、1987年）[91][92]
- 羅生門・地獄変（原作：芥川龍之介、構成：塚本裕美子、暁教育図書、1988年）[93]
- ゴジラ再び 地球防衛決戦（JICC出版『THEゴジラCOMIC』収録、1990年、ISBN 4-88063-792-0）[94][95][96]
- 織田信長の経済学（勁文社、1992年、ISBN 4-7669-1535-6）[97][98]
- 法政青春物語（中経出版、1993年、ISBN 4-8061-0669-0）[99]
- 怪盗ルパンシリーズ（原作：モーリス・ルブラン、くもん出版）[100]
  - 1.ルパンの逮捕（1997年、ISBN 9784774301723）
  - 2.ふしぎな旅行者（1997年、ISBN 9784774301730）
  - 3.女王の首飾り（1998年、ISBN 9784774301747）
  - 4.ハートの7（1998年、ISBN 9784774301754）
  - 5.ブロンドの貴婦人（1998年、ISBN 9784774301761）
- キャプテン・スカーレット[疑問点 – ノート][要出典]

## アシスタント
- 中沢啓治
- 竹村よしひこ
- 武本サブロー[101]
- 堀川英晴[102]
- 佐佐木あつし[6]

## 関連書籍
- いきなり最終回 PART1（1990年 JICC出版局） - 『黒い秘密兵器』の最終回を掲載。一峰のコメントもあり。